# Mechthild von Alemann

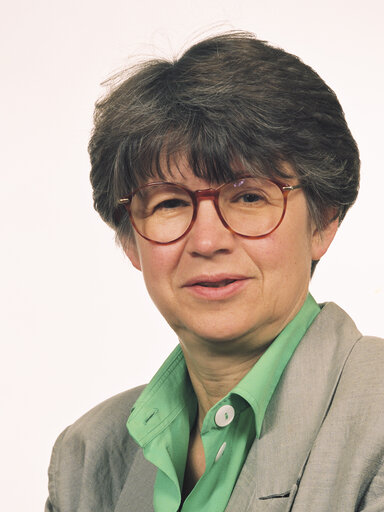
Mechthild von Alemann (2013)

Mechthild von Alemann (* 29. Januar 1937 in Seebach, Provinz Sachsen) ist eine deutsche Politikerin (FDP). Sie war von 1975 bis 1980 Mitglied des Landtags von Nordrhein-Westfalen und von 1979 bis 1984 sowie von 1989 bis 1994 Abgeordnete des Europaparlaments.

## Leben
Mechthild von Alemann wurde als Tochter des Kaufmanns Hans Heine von Alemann geboren. Sie schloss 1955 die Schule mit der Mittleren Reife ab, besuchte dann eine Dolmetscherschule und war anschließend von 1957 bis 1960 in verschiedenen Unternehmen als Auslandskorrespondentin für Englisch tätig. Ab 1968 arbeitete sie als Bibliothekarin bei einer Unternehmensberatung. Von Alemann wurde 1966 Mitglied der Freien Demokratischen Partei (FDP). Seit 1975 war sie Vorsitzende des FDP-Ortsverbandes Düsseldorf-Nord, ab 1975 stellvertretende Vorsitzende des FDP-Kreisverbandes Düsseldorf, und wurde 1978 stellvertretende Vorsitzende des Bezirksverbandes Düsseldorf.
Von 1968 bis 1975 war sie Bürgerschaftsvertreterin in Düsseldorf. In den nordrhein-westfälischen Landtag wurde sie in der achten Wahlperiode gewählt und gehörte ihm vom 28. Mai 1975 bis 28. Mai 1980 an. Auf der Bundesvertreterversammlung der FDP zur ersten Direktwahl des Europa Parlaments wurde sie am 3. Februar 1979 auf Platz 2 der Bundesliste gewählt und war von 1979 bis 1984 und von 1989 bis 1994 Mitglied des Europaparlaments, während der letzten fünf Jahre als stellvertretende Fraktionsvorsitzende der liberalen Fraktion (ALDE).
Von 1981 bis 1985 war sie Mitglied des Beirats der Friedrich-Naumann-Stiftung.
Unterlagen über ihre politische Tätigkeit befinden sich im Archiv des Liberalismus der Friedrich-Naumann-Stiftung für die Freiheit in Gummersbach.

## Ehrungen
- Bundesverdienstkreuz 1. Klasse (16. Juli 1986)[1]